# Calore Irpino
Calore Irpino (en llatí Calor Hirpinum) és un riu d'Itàlia que passa per Benevent i desaigua al Volturno. Per distingir-lo d'un altre riu italià anomenat també Calore, se'l coneix com a Calore Irpino i l'altre com a Calore Lucano o Calore Salernitano.
Antigament es va dir Calor i naixia a Irpínia, el país dels hirpins. Després de passar per Beneventum desaiguava al Volturnus al sud-oest de Telèsia; rebia dos afluents principals: el Sabatus (que avui és el Sabbato), a la regió de Benevent, i el Tamaris (avui el Tamaro) uns 10 km després.
A la vora d'aquest riu, a uns 5 km. de Beneventum, el general cartaginès Hannó va ser derrotat per Tiberi Semproni Grac l'any 214 aC a la batalla de Beneventum. Contra el que freqüentment es pensa, Grac no va morir aquí sinó dos anys després a Campi Veteres, a la Lucània.